# Listă a fabricanților de aeronave H-L
Aceasta este o listă a fabricanților de aeronave sortată în ordine alfabetică după denumirea care este cunoscută la Organizația Internațională a Aviației Civile (ICAO). Lista conține numele ICAO, numele comun, țara de origine, și alte date, precum anii între care a funcționat (în paranteze). 
Numele ICAO sunt scrise cu caractere bold. Faptul că un fabricant are o denumire ICAO nu înseamnă că el mai produce în prezent, ci faptul că unele dintre aeronavele produse de acesta mai zboară încă.
<<- A B-C D-G H-L M-P Q-S T-Z<<-
H - I - J - K - L 

## H
- Hagglund, Hägglund & Söner - Suedia
- HAI, Hellenic Aerospace Industry - Grecia
- Hainz, Franz Hainz - Germania
- Halberstadt, Halberstädter Flugzeug-Werke GmbH - Germania
- Hall, Cunningham-Hall Aircraft Corp. - Statele Unite ale Americii
- Halsted, Barry Halsted - Statele Unite ale Americii
- Hamilton, Hamilton Aircraft Company Inc - Statele Unite ale Americii
- Hamilton, Hamilton Aviation - Statele Unite ale Americii
- Handley Page, Handley Page (Reading) Ltd - Regatul Unit
- Handley Page, Handley Page Ltd - Regatul Unit, (?-1970) > Scottish Aviation
- Hannaford, Hannaford Aircraft - Statele Unite ale Americii
- Hannover, Hannoversche Waggonfabrik AG - Germania
- Hanriot, Aeroplanes Hanriot et Cie - Franța, (1914-1936) > SNCAC
- Hansa-Brandenburg, Hansa-Brandenburg - Germania, > Heinkel
- Hanseatische Flugzeugwerke, Hanseatische Flugzeugwerke - Germania, (Hansa)
- HAPI, HAPI Engines Inc - Statele Unite ale Americii
- Harbin, Harbin Aircraft Manufacturing Corporation - China, (1952-?) (HAMC)
- Harbin EMBRAER, Harbin Embraer Aircraft Industry Company Ltd - China
- Harlow, Harlow Aircraft Co. - Statele Unite ale Americii
- Harmon (1), James B. Harmon - Statele Unite ale Americii
- Harmon (2), D & J Harmon Co Inc - Statele Unite ale Americii
- Harmon (2), Harmon Rocket LLC - Statele Unite ale Americii
- Harris & Sheldon, Harris & Sheldon Ltd - Regatul Unit
- HAT, Hellenic Aeronautical Technologies - Grecia
- Hatz, John D. Hatz - Statele Unite ale Americii
- Hawker, Hawker Aircraft Ltd - Regatul Unit, (1920-1961) > Hawker Siddeley
- Hawker De Havilland, Hawker De Havilland Australia Pty Ltd - Australia
- Hawker De Havilland, Hawker De Havilland Ltd - Australia
- Hawker Pacific Aerospace, Hawker Pacific Aerospace - Regatul Unit, (1980- prezent)
- Hawker Siddeley, Hawker Siddeley Aviation Ltd - Regatul Unit
- Hawksley, A W Hawksley Ltd. - Regatul Unit
- HB-Aircraft, HB-Aircraft Industries Luftfahrzeug AG - Austria
- HB-Flugtechnik, HB-Flugtechnik GmbH - Austria
- HBN, HBN Group - Regatul Unit/Franța, (Hawker, Breguet and Nord-Aviation)
- Heinkel, Ernst Heinkel AG - Germania, (?-1959) > FUS
- Heintz, Christophe Heintz - Franța
- Helibras, Helicópteros do Brasil SA - Brazilia
- Helikopter Services, Helikopter Services - ?
- Helio, Helio Aircraft Company - Statele Unite ale Americii
- Helio, Helio Aircraft Corporation - Statele Unite ale Americii
- Helio, Helio Aircraft Ltd - Statele Unite ale Americii
- Heliopolis, Heliopolis Air Works - Egipt
- Helipro, Helipro Corporation International - Statele Unite ale Americii
- Heli-Sport, CH-7 Heli-Sport Srl. - Italia
- Heli-Sport, Heli-Sport Srl - Italia
- Helwan, Helwan Air Works - Egipt
- Henderson, Henderson Aero Specialties Inc - Statele Unite ale Americii
- Henschel, Henschel & Son - Germania
- HESA, IRan Aircraft Industries - Iran
- Heston Aircraft, Heston Aircraft Co. Ltd. - Regatul Unit
- HFB, Hamburger Flugzeugbau GmbH - Germania, (?-1940) > Blohm + Voss
- Highlander, Highlander Aircraft Corporation - Statele Unite ale Americii
- Hillberg, Hillberg Helicopters - Statele Unite ale Americii
- Hiller, Hiller Aircraft Company Inc - Statele Unite ale Americii
- Hiller, Hiller Aircraft Corporation - Statele Unite ale Americii
- Hiller, Hiller Aviation Inc - Statele Unite ale Americii
- Hiller, Hiller Helicopters - Statele Unite ale Americii
- Hiller, Hiller Helicopters Inc - Statele Unite ale Americii
- Hindustan, Hindustan Aeronautics Ltd - India
- Hindustan, Hindustan Aircraft Ltd - India
- Hiro Naval Arsenal, Hiro Naval Arsenal - Japonia
- Hirth, Wolf Hirth GmbH - Germania
- Hispano, La Hispano Aviacion SA - Spania, (?-1972) > CASA
- Hispano-Suiza, Hispano-Suiza - Franța
- Historical Aircraft, Historical Aircraft Corporation - Statele Unite ale Americii
- HK, HK Aircraft Technology AG - Germania
- HOAC, HOAC Austria Flugzeugwerk Wiener Neustadt GmbH - Austria
- Hoffmann, Hoffmann Aircraft Flugzeugproduktion und Entwicklung GmbH - Austria
- Hoffmann, Hoffmann Flugzeugbau-Friesach GmbH - Austria
- Hoffmann, Wolf Hoffmann Flugzeugbau KG - Germania
- Holcomb, Jerry Holcomb - Statele Unite ale Americii
- Hollmann, Martin Hollmann - Statele Unite ale Americii
- Honda Aircraft Company, subsidiary of Honda Motor Company Ltd - Japonia
- Honda-Mississippi, Honda & Mississippi State University - Japonia/Statele Unite ale Americii
- Hongdu, Hongdu Aviation Industry Group - China
- Hovey, Robert W. Hovey - Statele Unite ale Americii
- Howard (1), Howard Aircraft Corporation - Statele Unite ale Americii
- Howard (2), Howard Aero Inc - Statele Unite ale Americii
- Howard (2), Howard Aero Manufacturing Division of Business Aircraft Corporation - Statele Unite ale Americii
- Howard Hughes, Howard Hughes Engineering Pty Ltd - Australia
- HPA, High Performance Aircraft GmbH & Co KG - Germania
- Huff-Daland, Huff-Daland - Statele Unite ale Americii, (1920-1933) (Ogdensburg Aeroway Corp.) > Huff-Daland Aero Corp. > Huff-Daland Aero Company > Keystone Aircraft Corporation
- Hughes, Hughes Helicopters Division of Summa Corporation - Statele Unite ale Americii
- Hughes, Hughes Helicopters Inc - Statele Unite ale Americii
- Hughes, Hughes Tool Company, Aircraft Division - Statele Unite ale Americii
- Hummel, J. Morry Hummel - Statele Unite ale Americii
- Hunting, Hunting Aircraft Ltd - Regatul Unit, (1957-1959) > British Aircraft Corporation
- Hunting Percival, Hunting Percival Aircraft Ltd - Regatul Unit
- Hurel-Dubois, Société de Construction des Avions Hurel-Dubois - Franța
- Hybrid Aircraft Corporation - Statele Unite ale Americii
- Hydroplane, Gidroplan ooo - Rusia
- Hydroplane, Hydroplane Ltd - Rusia
- Hynes, Hynes Helicopter Inc - Statele Unite ale Americii
- Hyundai, Hyundai Precision Industry - Coreea de Sud, > Korea Aerospace Industries

## I
- IAI, Israel Aircraft Industries Ltd - Israel
- Iannotta, Dott. Ing. Orlando Iannotta - Italia
- IAR, SC IAR SA - România, (Industria Aeronautica Româna)
- Iberavia, Spain
- IBIS, Ibis Aerospace Ltd - Czech Republic/Taiwan
- ICA, Intreprinderea de Constructii Aeronautice - România
- ICA-Brașov, ICA-Brașov - România, (Aircraft Construction Factory)
- III, Iniziative Industriali Italiane SpA - Italia
- Ikar, OOO Aviaklub Ikar - Ucraina
- Ikarus, Ikarus Tvornica Aero i Hydroplana - Serbia și Muntenegru
- Ilyushin, Aviatsionnyi Kompleks Imeni S. V. Ilyushina OAO - Rusia
- Ilyushin, Ilyushin OKB - Rusia
- Ilyushin - vedeți Aviation Association Ilyushin
- IMAM, Industrie Meccaniche e Aeronautiche Meridionali - Italia
- IMCO, Intermountain Manufacturing Company - Statele Unite ale Americii, (1962-1966) > Rockwell
- IMP, IMP Group Ltd - Canada
- Impulse, Impulse Aircraft GmbH - Germania
- Indaer Chile, Industria Aeronáutica de Chile - Chile
- Indaer Peru, Industria Aeronautica del Peru SA - Peru
- Indus, IndUS Aviation Inc - Statele Unite ale Americii
- Industrias Aeronauticas y Mecanicas, Industria Aeronáutica y Mecánica del Estado (IAME) - Argentina, (1953-1957) (Aeronautical and Mechanical Industries of the State) > DINFIA
- Innovation, Innovation Engineering Inc - Statele Unite ale Americii
- Instituo Aerotecnico, Instituto Aerotécnica (Fabrica Militar de Aviones) - Argentina, (1943-1957) (IA) > DINFIA
- Instytut Lotnictwa, Instytut Lotnictwa - Polonia
- Inter-Air, International Aircraft Manufacturing Inc - Statele Unite ale Americii, (?-1967) > Bellanca
- Interavia, Interavia Konstruktorskoye Buro AO - Rusia
- Interceptor Corporation, Interceptor Corporation - Statele Unite ale Americii
- International Helicopters, International Helicopters Inc - Statele Unite ale Americii
- Interstate, Interstate Engineering Corporation - Statele Unite ale Americii
- Intracom, Intracom General Machinery SA - Elveția
- IPAI, IPAI, Escola de Engenharia de Sâo Carlos - Brazilia
- IPT, Instituto de Pesquisas Tecnologicas - Brazilia
- IPTN, PT. Industri Pesawat Terbang Nusantara - Indonezia
- IRGC, Institute of Industrial Research and Development of the Iran Revolutionary Guard Corps - Iran
- IRIAF, Islamic Republic of Iran Air Force - Iran
- Irkut, Irkutskoye Aviatsionnoye Proizvodstvennoye Obedinenie OAO - Rusia
- IRMA, Intreprinderea de Reparat Material Aeronautic - România
- Isaacs, John O. Isaacs - Regatul Unit
- ISAE, Integrated Systems Aero Engineering Inc - Statele Unite ale Americii
- Island Aircraft, Island Aircraft Ltd - Regatul Unit
- Israviation, Israviation Ltd - Israel
- Issoire, Issoire Aviation SA - Franța

## J
- J & AS, J & AS Aero Design Sp z oo - Polonia
- Jabiru, Jabiru Aircraft Pty Ltd - Australia
- Jackaroo, Jackaroo Aircraft Ltd - Regatul Unit
- Jag Helicopter, JAG Helicopter Group LLC - Statele Unite ale Americii
- James, James Aviation - Noua Zeelandă
- Janowski, Jaroslaw Janowski - Polonia
- Javelin, Javelin Aircraft Company Inc - Statele Unite ale Americii
- JDM - vedeți Avions JDM
- Jeffair, Jeffair Corporation - Statele Unite ale Americii
- Jetcrafters, Jetcrafters Inc - Statele Unite ale Americii
- Jetprop, Jetprop LLC - Statele Unite ale Americii
- JetstarJetstar, Inc Australia
- Jetstream, Jetstream Aircraft Ltd - Regatul Unit
- Jodel, Avions Jodel SA - Franța
- Jodel, Société des Avions Jodel - Franța
- Johnson, Johnson Aircraft Inc - Statele Unite ale Americii
- Johnson, Johnston Aircraft Service - Statele Unite ale Americii
- Jordan Aerospace, Jordan Aerospace Industries - Iordania
- Jovair - Statele Unite ale Americii
- Junkers, Junkers Flugzeug- und Motorenwerke AG - Germania
- Junqua, Roger Junqua - Franța
- Jurca, Marcel Jurca - Franța

## K
- K & S, K & S Aircraft - Canada
- K & S, K & S Aircraft Supply - Canada
- Kader, Kader Aircraft Factory - Egipt
- Kaiser, Kaiser Flugzeugbau GmbH - Germania
- Kalinauskas, Rolandas Kalinauskas - Lituania
- Kaman, Kaman Aerospace Corporation - Statele Unite ale Americii
- Kaman, Kaman Aircraft Corporation - Statele Unite ale Americii
- Kaman, Kaman Corporation - Statele Unite ale Americii
- Kaminskas, Rim Kaminskas - Statele Unite ale Americii
- Kamov, Kamov OAO - Rusia
- Kamov, Kamov OKB - Rusia
- Kamov, Vertoletyi Nauchno-Tekhnicheskiy Kompleks Imeni N. I. Kamova - Rusia
- Kanpur, Indian Air Force, Aircraft Manufacturing Depot - India
- KARI, Korea Aerospace Research Institute - Coreea de Sud
- Kari-Keen, Kari-Keen Aircraft Inc - Statele Unite ale Americii
- Kawanishi Aircraft Company, Kawanishi Aircraft Company - Japonia
- Kawasaki, Kawasaki Heavy Industries Ltd - Japonia
- Kawasaki, Kawasaki Jukogyo KK - Japonia
- Kawasaki, Kawasaki Kokuki Kogyo K. K. - Japonia
- Kayaba, Kayaba Industrial Co. - Japonia
- Kazan, Kazansky Vertoletnyi Zavod AO - Rusia
- KEA, Kratiko Ergostasio Aeroplanon - Grecia (1925- prezent)
- Keleher, James J. Keleher - Statele Unite ale Americii
- Kelly, Dudley R. Kelly - Statele Unite ale Americii
- Kelowna, Kelowna Flightcraft Group - Canada
- Kestrel (1), Kestrel Aircraft Company - Statele Unite ale Americii
- Kestrel (2), Kestrel Sport Aviation - Canada
- Keuthan, Keuthan Aircraft - Statele Unite ale Americii, (?-1996) > Aero Adventure Aviation
- Keystone Aircraft Corporation, Keystone Aircraft Corporation - Statele Unite ale Americii, (1920-1933) (Ogdensburg Aeroway Corp.) > Kestone-Loening > Curtiss-Wright
- Khrunichev, Gosudarstvennyi Kosmicheskii Nauchno-Proizvodstvennyi Tsentr Imeni M V Khrunicheva - Rusia
- Kieger, André Kieger - Franța
- Killingsworth, Richard Killingsworth - Statele Unite ale Americii
- Kimball, Jim Kimball Enterprises Inc - Statele Unite ale Americii
- Kimball, Michael G. Kimbrel - Statele Unite ale Americii
- Kinetic, Kinetic Aviation Inc - Statele Unite ale Americii
- King's, The King's Engineering Fellowship - Statele Unite ale Americii
- Kjeller, Kjeller Flyvemaskinsfabrik - Norvegia
- Klemm, Hans Klemm Flugzeugbau - Germania, > Siebel
- Klemm, Klemm Leichtflugzeugbau GmbH - Germania
- Klemm, Klemm-Flugzeuge GmbH - Germania
- KLS Composites, KLS Composites - Statele Unite ale Americii
- Kokusai, Kokusai - Japonia
- Kolb, Kolb Aircraft Inc - Statele Unite ale Americii
- Kolb, Kolb Company Inc - Statele Unite ale Americii
- Kolb, The New Kolb Aircraft Company Inc - Statele Unite ale Americii
- Kondor, Kondor - Germania
- Koolhoven, Koolhoven Aircraft - Olanda
- Korea Aerospace, Korea Aerospace Industries Ltd - Coreea de Sud, (KAI)
- Korean Air, Korean Air Lines Company Ltd - Coreea de Sud
- Kovach-Elmendorf, Alexander Kovach and Leonard Elmendorf - Statele Unite ale Americii
- Kovacs, Joseph Kovács - Brazilia
- Kraft, Phil Kraft - Statele Unite ale Americii
- Kress, Wilhelm Kress - Austro - Ungaria
- Kreider-Reisner, Kreider-Reisner Aircraft Company Inc - Statele Unite ale Americii
- Kyūshū Aircraft Company, Kyūshū Aircraft Company - Japonia

## L
- La France, Neil La France - Statele Unite ale Americii
- Laird, E. M. Laird Airplane Company - Statele Unite ale Americii
- Lake, A.E.R.O. Aircraft Services, LLC - Statele Unite ale Americii
- Lake, Lake Aircraft Corporation - Statele Unite ale Americii
- Lake, Lake Aircraft Division of Consolidated Aeronautics Inc. - Statele Unite ale Americii
- Lake, Lake Aircraft Inc. - Statele Unite ale Americii
- Lake, Lake Amphibian Inc. - Statele Unite ale Americii
- Lambert, Lambert Aircraft Engineering bvba - Belgia
- Lammer Geyer, Lammer Geyer Aviation - Africa de Sud
- Lancair, Lancair Group Inc - Statele Unite ale Americii
- Lancair, Lancair International Inc - Statele Unite ale Americii
- Lancashire, Lancashire Aircraft Company Ltd - Regatul Unit
- Larkin Aircraft, Larkin Aircraft Supply Co. - Australia, (LASCO)
- Laser, Laser Aerobatics - Australia
- Latécoère, Société Industrielle d'Aviation Latécoère - Franța
- Laven, Joe Laven - Statele Unite ale Americii
- Laverda, Laverda SpA - Italia
- LAVIASA, Latin Americana de Aviacion SA - Argentina
- Lavochkin, Lavochkin (OKB-301) - Rusia
- Lear, Lear Inc - Statele Unite ale Americii
- Learjet, Bombardier Aerospace Learjet - Statele Unite ale Americii
- Learjet, Learjet Corporation - Statele Unite ale Americii, (?-1990) > Bombardier Aerospace
- Learjet, Learjet Industries Inc - Statele Unite ale Americii
- Learjet, Learjet Corporation - Statele Unite ale Americii
- Learjet, Learjet Inc - Statele Unite ale Americii
- Leavens, Leavens Brothers Ltd - Canada
- Lederlin, François Lederlin - Franța
- Legend, Legend Aircraft Inc - Statele Unite ale Americii
- Leger, Gilles Leger - Canada
- LeO, Lioré et Olivier - Franța
- Les Mureaux - see ANF Mureaux
- Let, Let Národní Podnik - Cehoslovacia
- Let, Let AS - Czech Republic
- Letov, Letov - Cehoslovacia
- Levasseur, Pierre Levasseur - Franța
- Levy, Constructions Aeronautiques J. Levy - Franța
- Leza, Leza AirCam Corporation - Statele Unite ale Americii
- Leza-Lockwood, Leza-Lockwood Company - Statele Unite ale Americii
- Liberty (1), Liberty Aeronautical - Statele Unite ale Americii
- Liberty (2), Liberty Aerospace Inc - Statele Unite ale Americii
- Lichtwerk, NV Lichtwerk - Olanda
- Light Aero, Light Aero Inc - Statele Unite ale Americii
- Light Miniature, Light Miniature Aircraft Inc - Statele Unite ale Americii
- Light Wing, Light Wing AG - Elveția
- Lightning Bug, Lightning Bug Aircraft Corporation - Statele Unite ale Americii
- Lilienthal, Otto Lilienthal - Germania
- Linke-Hofmann, Linke-Hofmann Werke A. G. - Germania
- Lipnur, Lembaga Industri Penerbangan Nurtanio - Indonezia
- Lisunov, Lisunov OKB - Rusia
- Little Wing, Little Wing Autogyros Inc - Statele Unite ale Americii
- Lmaasa, Lockheed Martin Aircraft Argentina SA - Argentina
- Load Ranger, Load Ranger Inc - Statele Unite ale Americii
- Lockheed Corporation - Statele Unite ale Americii, (1912-1996) > Lockheed Martin
- Lockheed Martin, Lockheed Martin Corporation - Statele Unite ale Americii, (1996- prezent)
- Lockheed Martin-Boeing, vedeți Lockheed Martin and Boeing - Statele Unite ale Americii
- Lockheed-Azcarate, Lockheed-Azcarate SA - Mexic, (LASA)
- Lockheed-Boeing, vedeți Lockheed and Boeing - Statele Unite ale Americii
- Lockheed-Kaiser, Avions Lockheed-Kaiser - Argentina
- Lockwood, Lockwood Aviation Inc - Statele Unite ale Americii
- Loehle, Loehle Aircraft Corporation - Statele Unite ale Americii
- Loening Aeronautical, Loening Aircraft Co. Inc. - Statele Unite ale Americii, (Loening Aeronautical Engineering Corp. or Grover Loening Aircraft Co. Inc.)
- Lohner, Jacob Lohner Werke und Sohn - Austro - Ungaria
- Loire, Loire - Franța
- Lombardi, Aeronautica Lombardi - Italia
- Lombardi, Francis Lombardi & Companie - Italia
- Long, David Long - Statele Unite ale Americii
- Longren, Longren Aircraft Company Inc - Statele Unite ale Americii
- Lopresti, LoPresti Inc - Statele Unite ale Americii
- Loravia, Lorraine Aviation - Franța
- LOT, Letecké Opravovne Trencin SP - Slovacia
- Loving-Wayne, Neal V. Loving, Wayne Aircraft Company - Statele Unite ale Americii
- LTV, Ling-Temco-Vought Inc - Statele Unite ale Americii
- LTV, LTV Aerospace Corporation - Statele Unite ale Americii
- Lualdi-Tassotti, Lualdi-Tassotti - Italia
- Lucas, Emile Lucas - Franța
- Luftfahrzeug-Gesellschaft m.b.H. (LFG), Germania, dirijabile 1909-1932, avioane 1915-1933
- Luftschiffbau Schütte-Lanz, Germania, dirijabile cu cadru rigid 1909-1917, avioane 1915-1918
- Luftverkehrsgesellschaft m.b.H., Berlin-Johannisthal - Germania
- Lunds Tekniske, Lunds Tekniske - Norvegia
- Lundy, Brian Lundy - Statele Unite ale Americii
- Luscombe, Luscombe Aircraft Corporation - Statele Unite ale Americii
- Luscombe, Luscombe Airplane Corporation - Statele Unite ale Americii
- Luscombe, Luscombe Airplane Development Corporation - Statele Unite ale Americii
- Luton, Luton Aircraft Ltd - Regatul Unit
- LWD, Lotnicze Warsztaty Doświadczalne - Polonia, (Experimental Aviation Workshops)
- LWS, Lubelska Wytwórnia Samolotów - Polonia, (Lublin Aircraft Factory)
- Lyavin, Peter Lyavin - Rusia

<<- A B-C D-G H-L M-P Q-S T-Z <<-